# Toussaint Bravard
Pour les articles homonymes, voir Bravard.
Toussaint Bravard est un homme politique français né le 31 octobre 1808 à Arlanc (Puy-de-Dôme) et décédé le 14 juillet 1871 à Jumeaux (Puy-de-Dôme).

## Biographie
Formé Officier de santé dans les années 1830, il milite pour le mouvement ouvrier dès ses années d'étudiant, et exerce parmi les ouvriers des mines de charbon près de Jumeaux dans le Puy-de-Dôme. En mars 1848, il est nommé "Commissaire de la République" (= préfet) du gouvernement provisoire pour la Haute-Loire, puis en avril il est élu "Représentant du Peuple" (= député) à l'Assemblée Constituante pour le Puy-de-Dôme. Il siégera à l'Assemblée Nationale jusqu'en 1849, avec les Montagnards. Il échoue à la réélection, et se retire ensuite de la politique.

## Sources
- « Toussaint Bravard », dans Adolphe Robert et Gaston Cougny, Dictionnaire des parlementaires français, Edgar Bourloton, 1889-1891 [détail de l’édition]
- « Toussaint Bravard », in La Grande Encyclopédie, tome 7, s.l.d. de E. Dreyfus, Tours : imprimerie E. Arrault, 1886. A noter que cette source indique néanmoins que Bravard fut reçu Docteur en médecine par la Faculté de Paris (et non pas officier de santé) ; et qu'il fut commissaire de la république pour la Loire (et non la Haute-Loire).
- Robert Schnerb donne une appréciation d'ensemble du personnage et de la carrière de Toussaint Bravard dans son essai « La Seconde République dans le Département du Puy-de-Dôme », in: La Révolution de 1848 et les révolutions du XIXe siècle, Tome 22, Numéro 114 (février 1926), p. 716-31.
- Voir aussi du même Schnerb, « Les élections cantonales du mois de septembre 1848 », chapitre V de son essai « Le Puy-de-Dôme d'avril à septembre 1848 », in: La Révolution de 1848 et les révolutions du XIXe siècle, t. 28, no. 137 (juin-juillet-août 1931), p. 87-104. Il y évalue les raisons de l'élection de Bravard à l'Assemblée Constituante.
- Julien Peyriller, La Révolution de 1848 au Puy et en Haute-Loire, Le Puy-en-Velay : Imprimerie de la Haute-Loire, 1944. Explique le rôle de Toussaint Bravard comme Commissaire de la République pour la Haute-Loire.
- Ulysse Rouchon, Le Département de la Haute-Loire et la Révolution de février 1848, Le Puy-en-Velay : Fédération Départementale des oeuvres laïques de la Haute-Loire, 1948. Comprend les chapitres suivants : Le mouvement populaire ; Toussaint Bravard ; Les Élections à l'Assemblée Nationale Constituante ; Échos des insurrections ; Autour du vote de la Constitution.